# Penydarren
Penydarren est une communauté du borough de comté de Merthyr Tydfil, au pays de Galles.

## Géographie
Penydarren est située au nord-est du centre-ville de Merthyr Tydfil.

## Histoire
Penydarren a donné son nom aux Penydarren Ironworks (en), l'une des principales aciéries fondées dans la région à la fin du XVIIIe siècle, ainsi qu'à la locomotive de Pen-y-Darren, conçue en 1804 par Richard Trevithick.

## Démographie
Au recensement de 2011, la communauté de Penydarren comptait 5 419 habitants.